# カール・テオドア・ドライヤー
カール・テオドア・ドライヤー （デンマーク語: Carl Theodor Dreyer [ˈkʰɑˀl ˈtsʰe̝ːotɒ ˈtʁɑjˀɐ], 1889年2月3日 - 1968年3月20日） は、デンマークの映画監督。

## 生涯

### 出生の秘密
1889年2月3日、コペンハーゲンで生まれた。父はスウェーデン在住のデンマーク人、母はスウェーデン人。父は富裕な地主で、母はその家の女中であった。カールは私生児として生まれ、すぐに乳児院に預けられた。いくつかの施設を転々とした後、翌1890年にコペンハーゲンの植字工ドライヤー家の養子となった。養家はカールに対して極めて厳格であった。ドライヤーは次のように後述している。「彼らはわたしが飢えないでいることを感謝するよう絶えず強要した。厳密に言えば、わたしには何も要求する権利がないこと、わたしの生母はその死によって養育費の支払を免れ、結果的に彼らを騙したのだから、と」。その後、17歳の時に事務員の仕事を見つけ、ドライヤー家を出た。以後、養家には二度と足を踏み入れることはなかった。
ドライヤーは18歳の時、生みの母であるヨセフィーナ・ニルソンの運命と自身の出生の秘密を探り当てた。ヨセフィーナの妊娠発覚後、父とその一族は彼女にスウェーデンを離れ、秘密裏にデンマークで出産することを強制した。ヨセフィーナはカールを出産した後にスウェーデンに戻ったが、別の男性との間に再び男児を身ごもった。相手の男性に結婚を拒否されると、彼女は硫黄を使った民間療法の中絶を試み、貧困と孤独の中、硫黄の過量摂取による中毒で死亡した。不幸にまみれた母の死を知ったドライヤーは、男性や権力者の欺瞞によって生まれる社会の抑圧と不寛容が母を死に追いつめたと悟った。母とドライヤー自身の運命を決定づけた「社会の抑圧と不寛容」というテーマは、その後の作品に色濃く反映され、繰り返し描かれることになった。また、ドライヤーは自身の出生について多くを語ることはなかった。

### 映画への傾倒
ドライヤーはその後、ジャーナリストに転身。新聞に演劇評などを寄稿した。また、当時世間の大きな話題となっていた航空機に興味を持ち、報道記事だけでなく自らも気球の飛行に積極的に参加した。この時期に『怒りの日』や『奇跡』の原作となった戯曲の舞台を演劇評論家として鑑賞した。また、裁判記事も執筆し、毎日のように裁判所に通った。これによって中産階級の人々を知るようになった。
ドライヤーの関心は次第に映画へと傾き、ジャーナリストとして映画批評を執筆する傍ら、デンマークの映画会社ノーディスク・フィルムで働くようになった。ここで編集とサイレント映画の字幕の挿入を行い、映画技術を学んだ。これらの仕事についてドライヤーは「その仕事はまさに、素晴らしい学校のようなものでした。（中略）私はその学校で五年間学んだのです。私は今では自分の映画を、撮影がなされるつど、頭のなかで編集してゆきます。編集は演出の一部分をなしているのです。」と述懐している。その後、脚本の執筆も行うようになり、1918年に第1作『裁判長』の製作に着手。翌1919年に同作を完成させた。

### 様々な国での映画製作
3作目の『サタンの書の数頁』（1920年）以降、ドライヤーは不況と映画界の凋落を招いていたデンマークを離れ、ヨーロッパの様々な国を渡り歩いた。これにより、これ以後に製作した『不運な人々』（1922年）はドイツ、『むかしむかし』（1922年）はスウェーデン、『グロムダールの花嫁』（1926年）はノルウェーと作品ごとに製作会社が変わるという事態に見舞われた。当時の世界の映画界はハリウッドのスタジオ・システムに見られるように特定のスタジオと独占契約を結び、同じようにそのスタジオと契約しているスタッフや俳優と一つのグループを形成しながらそのスタジオの希望に添うような作品を作り続けることが常識であった。ドライヤーはそのような常識から逸脱した状況での映画製作を余儀なくされた。
このような状況の中、1924年にドイツで製作した画家を主人公にした『ミカエル』で耽美性を極め、翌1925年にデンマークに帰国して製作したある一家を描いた室内劇『あるじ』で興行的な成功を収めた。これによってフランスのソシエテ・ジェネラール・ドゥ・フィルム社から歴史劇の製作を依頼され、マリー・アントワネット、カトリーヌ・ド・メディシス、ジャンヌ・ダルクの3つの企画案からジャンヌ・ダルクの異端審問と火刑までを実際の裁判記録に沿って描く伝記映画に着手。1928年に『裁かるるジャンヌ』を発表した。1932年には自身初のトーキーとなった『吸血鬼』をフランスとドイツで製作。しかし、これらの作品は現在ではドライヤーの代表作として知られるが、当時は興行的には失敗に終わった。『裁かるるジャンヌ』はオリジナルネガが火事で消失し、その後に未使用のネガを再編集して製作した第2版も火事で消失するなど不運に見舞われた（ノルウェーの病院でオリジナルフィルムが発見されたのは1981年の事である）。また、『吸血鬼』では配給会社がナレーションを加えた上に全体を短縮し、ドライヤーを失望させた。
その後は『怒りの日』（1943年）、『奇跡』（1955年）、『ゲアトルーズ』（1964年）とほぼ10年に1作品のペースでの製作を余儀なくされた。しかし、『奇跡』はヴェネツィア国際映画祭金獅子賞とゴールデングローブ賞外国映画賞を受賞。『ゲアトルーズ』もヴェネツィア国際映画祭で国際映画批評家連盟賞を受賞するなど、いずれの作品も国際的に高く評価された。

### 実現しなかった企画
1968年3月20日の明け方、ドライヤーはコペンハーゲンの病院内で79歳で死去した。晩年、ドライヤーはキリストの生涯とエウリピデスの戯曲『メディア』の映画化の2つの企画を進めており、「キリストについての映画によって、それにまた『メディア』によって、悲劇に到達したいと考えています」と語っていたが、これらの企画が実現することはなかった。また、ユージン・オニールとウィリアム・フォークナーの作品の映画化をアメリカで行うことも望んでいた。ドライヤーは『ゲアトルーズ』の製作時からカラー映画の研究を行っており、これらの企画においてそれが実行される予定であった。

## 名前の表記
『裁かるるジャンヌ』の製作国がフランスであったため、作品が日本に輸入された際、フランス語読みのカール・テオドール・ドライエル、またはドレイエルという表記で紹介され、これが広く知られるようになった。その後、デンマーク語の発音に近いカール・テオドア・ドライヤー、またはカール・Th・ドライヤーと改められて表記されるようになった。

## 作風
生涯で14本の長編映画を監督し、いずれの作品も神秘性を持つとされる。また、女性が主役の作品が多く、その中で彼女たちは女性の意志や表現を抑圧しようとする社会秩序に対して果敢に闘いを挑もうとするのが特徴である。
長編作品は脚色ものが多く、中でも戯曲の脚色が多数を占めている。台詞を圧縮して純化することにより、必要不可欠な言葉だけで構成し直すのがドライヤーの脚色法であった。ドライヤーは「台詞はいわばクローズアップで提示されるべき」だと考え、本質的なもの以外の装飾を帯びた演劇的な台詞を削り取った。また、これはカットの連続性を損なわないためでもあった。
ドライヤーは固定のスタイルを持たないことでも知られ、常にその作品一本にしか有効ではないスタイルを探し求めた。例えば、『吸血鬼』ではどのカットを撮影する時もレンズに不自然な光を入り込ませるためにスポットライトを幕に当て、その反射光がカメラに向かうように細工して灰色の画面を作り出し、さらにラストには白い光も加えて、それをもとに作品のスタイルを形作っていった。撮影前に行なわれる入念なリハーサルやカメラマンとの綿密な打ち合わせ、舞台装置の作成への積極的な関与など、画面を構成する要素の全てをコントロールすることを望んでのことであった。ドライヤーは度々誤解されるが、1シーン1カットのみの監督ではなく、モンタージュ派でもないとされる。作品や主題、アクションにおいて何をどのように表現するのか、あらゆる可能性を追求し続けたと言われている。このことについてドライヤーは「自分をある一定のフォルムに、ある一定のスタイルに限定してしまうというのは、きわめて危険なことなのです」と語った。

## 影響
未完に終わった『メディア』の脚本は同じデンマーク出身のラース・フォン・トリアーによって1988年にテレビ映画として製作された。また、ピエル・パオロ・パゾリーニはドライヤーが生前に企画していたキリストに関する映画と『メディア』の映画化をそれぞれ『奇跡の丘』（1964年）、『王女メディア』（1969年）として実現した。
ジャン＝リュック・ゴダールは『女と男のいる舗道』（1962年）の中で、アンナ・カリーナ演じる主人公ナナが映画館で鑑賞する映画として『裁かるるジャンヌ』を引用した。
ジャン＝マリー・ストローブは「最終的にドライヤーがカラー作品を撮ることができなかったこと（彼は二十年以上もカラー作品を撮ろうと考えていたのだ）やキリストについての作品を撮れなかったという事実（国家や反ユダヤ主義の起源に対する崇高なる反抗）は、我々がカエルの屁ほども価値がない社会に生きているのだということを思い知らせる」と述べた。
フランソワ・トリュフォーはドライヤーへの追悼文の中で「カール・テホ・ドライヤーはこの世を去って、映画の最初の世代の王様たち、まず最初に沈黙を、ついで言葉を制御した偉大な映画作家たちの世代のあとを追ってその列に加わったのである」と語った。。

## 監督作品

### 長編
- 裁判長 Præsidenten （1919年）
- 牧師の未亡人 Prästänkan （1920年）
- サタンの書の数頁 Blade af Satans bog （1920年） 別題『サタンの書の数ページ』
- 不運な人々 Die Gezeichneten （1922年）
- むかしむかし Der var engang （1922年）
- ミカエル Michael （1924年）
- あるじ Du skal ære din hustru （1925年）
- グロムダールの花嫁 Glomdalsbruden （1926年）
- 裁かるるジャンヌ La Passion de Jeanne d'Arc （1928年） 別題『裁かるゝジャンヌ』
- 吸血鬼 Vampyr （1932年） 別題『ヴァンパイア』
- 怒りの日 Vredens dag （1943年）
- 二人の人間 Två människor （1945年）
- 奇跡 Ordet （1955年） 別題『奇跡 （御言葉）』
- ゲアトルーズ Gertrud （1964年） 別題『ガードルード』

### 短編
- 母親支援 Mødrehjælpen （1942年）
- 田舎の水 Vandet på landet （1946年）
- 村の教会 Landsbykirken （1947年）
- 癌との戦い Kampen mod kræften （1947年）
- 彼らはフェリーに間に合った De nåede færgen （1948年）
- トーヴァルセン Thorvaldsen （1949年）
- ストーストレーム橋 Storstrømsbroen （1950年）
- 城の中の城 Et Slot i et slot （1954年）